# Triana Oeste
Triana Oeste es uno de los cinco barrios en que se divide el distrito de Triana, Sevilla (España). Está situado en la zona norte del distrito y abarca casi toda la isla de la Cartuja. Limita al norte con el municipio de Santiponce; al este, con el canal de Alfonso XIII y el barrio de Triana Casco Antiguo; al sur, con los barrios de Triana Este y Barrio León; y al oeste, con el río Guadalquivir.